# Warwolf

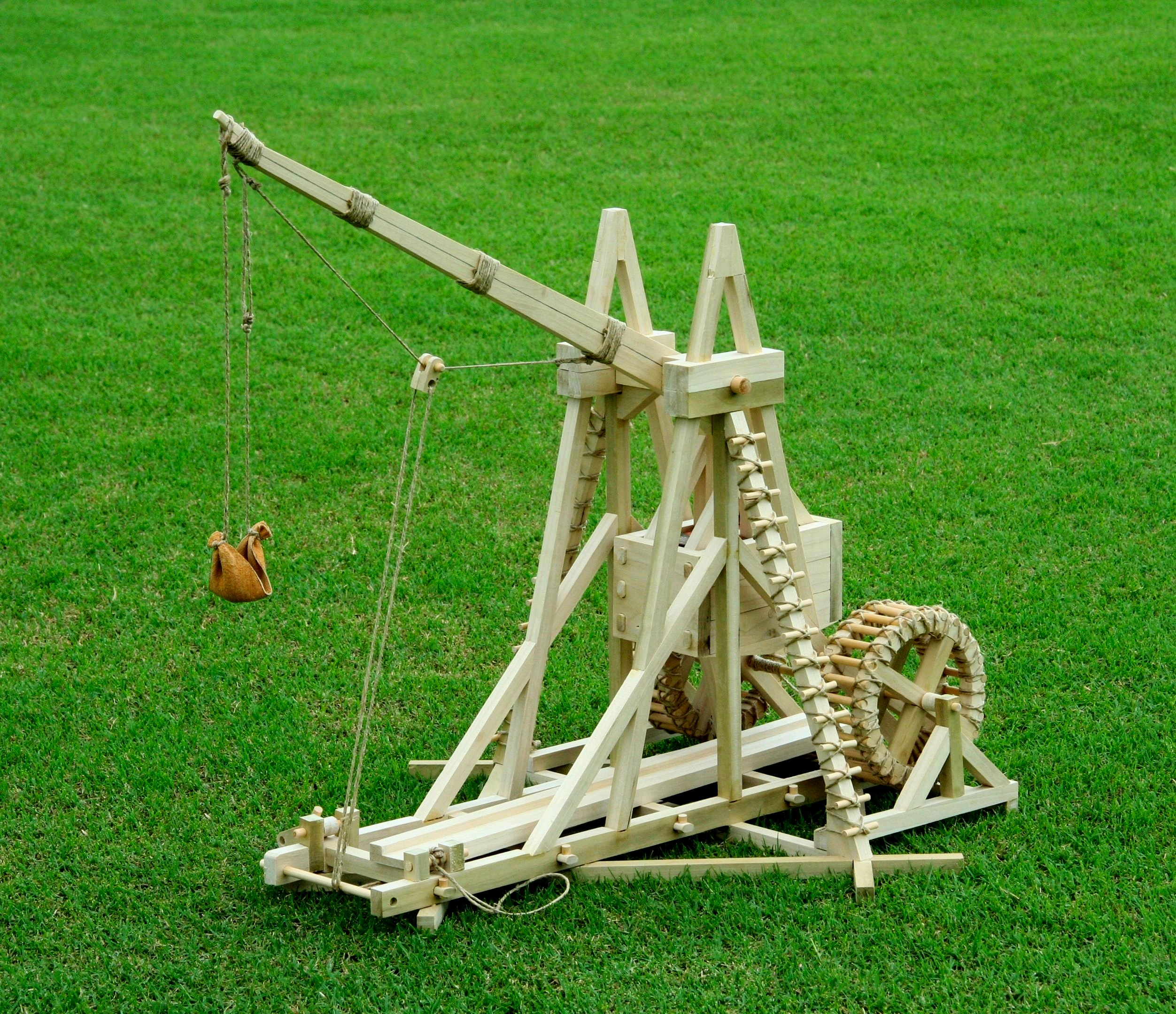
Modelo a escala de Warwolf.

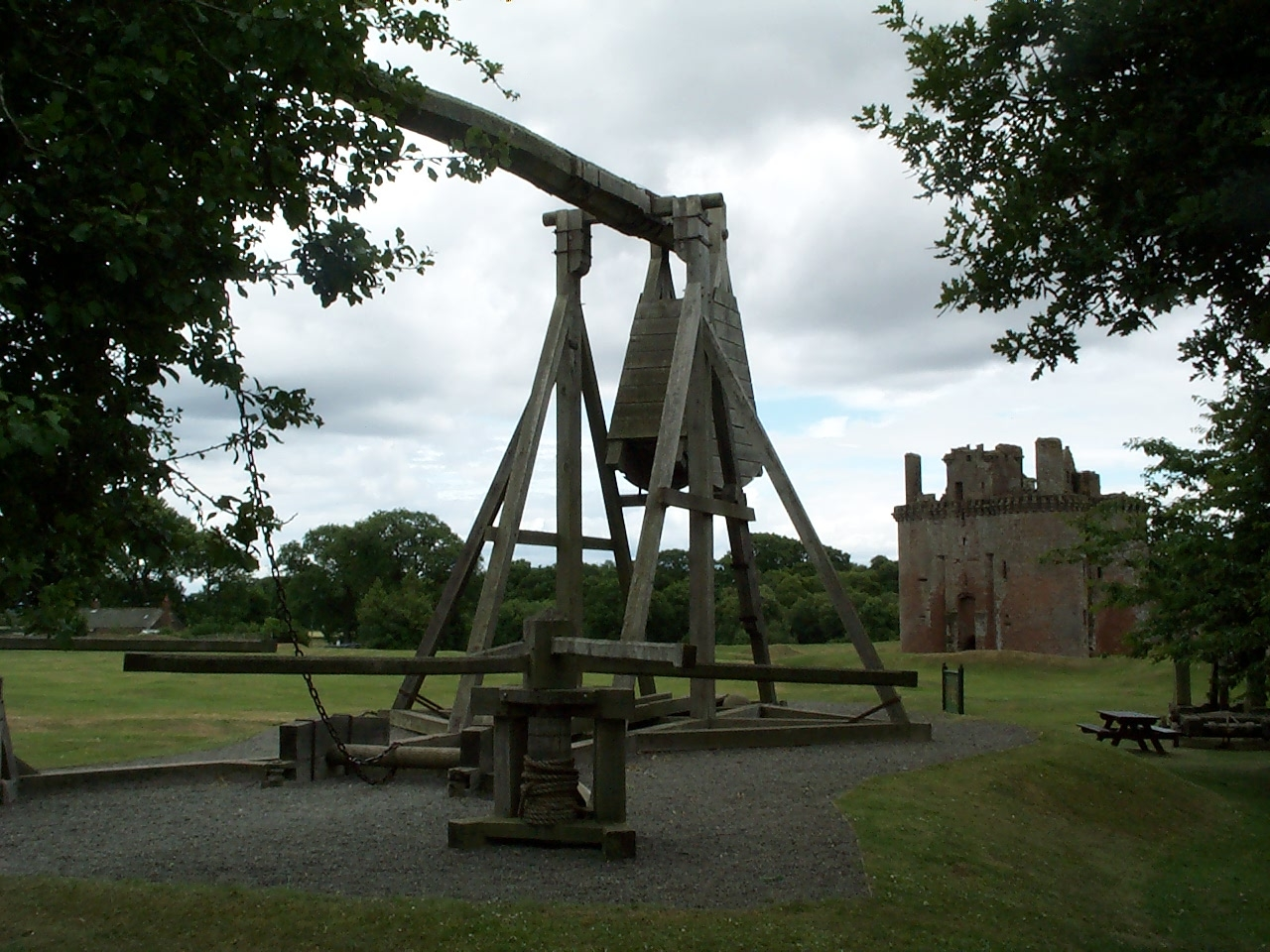
Modelo a escala de Warwolf delante del Castillo de Caerlaverock.

El Warwolf, o War Wolf (lobo de guerra, en español) o Ludgar (Loup de Guerre, en francés) o Lupus guerrae belli (en fuentes en latín), se cree que fue el fundíbulo más grande nunca hecho. Fue creado en Escocia, por orden del rey Eduardo I de Inglaterra, durante el asedio del Castillo de Stirling, como parte de las Guerras de Independencia de Escocia.

## Warwolf en Stirling
Cuando se desmontaba, el arma llenaría unas 30 carretas. Cuándo se armaba, las medidas rondarían de 90 a 120 metros. Necesitaría de cinco maestros carpinteros y cuarenta y nueve ayudantes durante, al menos, tres meses para completar la construcción.
Una crónica contemporánea sobre el sitio relata que "Durante esta empresa el rey ordenó a sus carpinteros que construyeran un artilugio espantoso llamado el loup-de-guerre (o sea, lobo de guerra), que cuando disparaba, echaba abajo la pared entera." 
Incluso antes de que estuviera totalmente armado, la vista del artefacto gigante intimidaba tanto a los escoceses que intentaron rendirse. Eduardo envió de regreso al castillo la solicitud de tregua, declarando: No mereceis ninguna gracia, pero debéis rendiros a mi voluntad. Eduardo decidió continuar con el asedio, siendo así él mismo testigo del potencial de esta arma magistral. El Warwolf arrojaría proyectiles de un peso de unas trescientas libras (unos 136 kg) y derribaría una amplia sección de muros.

## En las fuentes documentales originales
Algunos de los rollos de pergamino originales de las cuentas del rey Eduardo aún se mantienen. Dos referencias al Lobo de Guerra, que se encuentran escritas en latín:
1) Un primer registro que originalmente dice:
Domino Alexandro le Convers, pro denariis por ipsum datis, per preceptum regis, carpentariis facientibus ingenium quod vocatur Lupus Guerre, et aliis operaris diversis operantibus, circa dictum ingenium per vices, mensibus Maii et Junii anno presenti [1304], per manus propias apud Strivelyn vii die Junii, .. X s.
Lo cual, se podría traducir como:
Al Maestro Alexander el Converso, por el dinero pagado por él, por mandato real, a los carpinteros que hicieron el artefacto llamado 'Lobo de Guerra', y a los otros operarios que trabajaron también en el artefacto, en los meses de mayo y junio del presente año [1304],  de mi propia mano junto a Stirling, el 7 de junio de 1304, 10 chelines.
2) Un segundo registro en el que se lee: 
Thome de Viridi Campo, valleto regine, de dono regis en recompensacionem laboris quem sustenit circa facturem Lupus Guerre quem rex fieri ordinavit pro insultu castri de Stryvelyn, per manus propias apud Clyfton xii die Septembris ..... xl li.
Y que se podría traducir como:
A Thomas de Viridus Campus, ayuda de cámara de la reina, recompensar de mano del Rey por sus trabajos en la construcción del 'Lobo de Guerra', el cual el Rey ordenó hacer para ofender al Castillo de Stirling, de mi propia mano junto a Clyfton, el 12 de septiembre [de 1304],  £40.
3) Una tercera referencia vendría por la cuenta pendiente con un tal Reginald, el Portero, que fue pagado en sueldos, entre otras cosas, por guardar sus travesaños o vigas durante cuarenta noches en junio y julio de 1304.